# Studio de musique électronique (Cologne)
 (avril 2021).
Si vous disposez d'ouvrages ou d'articles de référence ou si vous connaissez des sites web de qualité traitant du thème abordé ici, merci de compléter l'article en donnant les références utiles à sa vérifiabilité et en les liant à la section « Notes et références ».
Le studio de musique électronique basé à Cologne est un studio d’enregistrement de la radio ouest-allemande, qui est généralement considéré comme le premier de sa catégorie à l’échelle mondiale. Fondé en octobre 1951 par Werner Meyer-Eppler, Robert Beyer et Herbert Eimert, son histoire reflète l’évolution de la musique électronique dans la seconde moitié du XXe siècle.

## Création
Le 18 octobre 1951, à l’occasion d’une émission du programme  nocturne sur la musique électronique, une discussion a lieu le soir-même à la radio nord-ouest-allemande de l’époque. Hanns Hartmann, informé de cette discussion par un rapport, donne son feu vert à l’intendant de la station pour la création du studio. C’est ainsi que cette journée peut être considérée comme la date de fondation du studio de musique électronique. 
Ont, entre autres, pris part à la discussion, Werner Meyer-Eppler, Robert Beyer, Fritz Enkel et Herbert Eimert. Robert Beyer avait déjà dans les années 1920 parlé d’une musique de timbre. Il estimait que la société était assez prête pour sa réalisation. Fritz Enkel est le technicien qui a conçu l’agencement du studio. Herbert était compositeur, musicologue et journaliste. Il avait écrit dans les années 1920 un manuel de solfège atonal, qui lui avait valu d’être licencié par l’académie de musique de Cologne (qui le fit professeur par la suite). Depuis sa jeunesse, il se tenait du côté du progrès de la musique radicale et organisait des concerts avec des instruments de musique. Herbert Eimert était le directeur du studio de musique électronique. Werner Meyer-Eppler était professeur à l’institut de phonétique et de recherche en communication à l’université de Bonn. En 1949, il est le premier à utiliser le concept de « musique électronique » en sous-titre de l’un de ses livres (Production de son électrique. Musique électronique et voix synthétiques). Après avoir fait dans son ouvrage un inventaire des instruments électroniques existants à l’époque, Werner Meyer-Eppler expérimente dans son institut à Bonn un procédé fondamental de musique électronique, à savoir la composition de musique directement sur une bande magnétique. 
À la fin du rapport susmentionné, était fait référence à la disponibilité de Messieurs Trautwein (Düsseldorf) et Meyer-Eppler (Bonn). Au début des années 1930, Friedrich Trautwein avait développé le trautonium, l’un des tout premiers instruments de musique électronique. Une version du trautonium, le monocorde, fut créé pour le studio. M. Meyer-Eppler effectuait ses expérimentations à Bonn avec un mélocorde. Harald Bode avait construit cet instrument, modifié selon les vœux de M. Meyer-Eppler. Le monocorde et par-dessus tout le mélocorde comptent parmi les précurseurs ou plutôt les formes primitives du synthétiseur. Ce dernier joue un rôle important dans l’histoire ultérieure du studio.

## Les débuts
Le monocorde et le mélocorde ont été utilisés en association avec d’autres appareils dans le studio de Cologne. Un générateur de bruit émettait un signal de bruit, ainsi que cela est audible sur les fréquences entre les canaux de radio par exemple sur la radio FM. Les filtres étaient importants pour les variations sonores. Un filtre d’octave atténuait le signal d’entrée (comme le bruit) à plusieurs bandes de fréquences larges d’une octave. Deux filtres passe-bande laissaient passer seulement une seule bande de fréquence à partir d’un signal d’entrée. Contrairement à un filtre d’octave, cette bande était ajustable à un filtre passe-bande dans sa largeur comme dans sa fréquence moyenne. À côté, se trouvait un modulateur en anneau, qui synthétisait les signaux d’entrée de manière multiplicative, contrairement à la synthèse additive d’une table de mixage. Le modulateur en anneau était utilisé pour de fortes modifications de son. Un oscilloscope servait pour la visualisation des sons. Un magnétophone quatre pistes permettait la synchronisation de plusieurs suites de sons produits séparément. Deux magnétophones à une piste étaient utilisés par le copiage d’une bande sonore à une autre. Avec l’utilisation de la table de mixage, d’autres sons étaient enregistrés – pendant la copie – d’une bande sonore à une autre bande sonore (une idée centrale de M. Meyer-Eppler).  La table de mixage se composait de deux groupes avec à chaque fois 8 canaux. Il y avait une télécommande pour le magnétophone quatre pistes et le filtre d’octave. En outre, les sorties et les entrées des sources sonores, filtres et modulateurs convergeaient dans un  dispositif instrumental de mixage, si bien que les connexions entre les différents appareils individuels étaient plus confortables à installer et à modifier selon le besoin.
Puisqu’au départ, le monocorde et le mélocorde n’étaient pas encore disponibles – ce qui n’était pas le cas des magnétophones – Robert Beyer et Herbert Eimert se sont limités aux matériaux sonores que M. Meyer-Eppler avait produits à Bonn. Les bandes de M. Meyer-Eppler ont été travaillées et mixées. C’est ainsi que M. Beyer et M. Eimert, ne produisirent certes pas de musique à part entière, mais firent des expériences essentielles en relation avec les procédures développées par M. Meyer-Eppler. Lorsque le studio eut enfin pris la forme décrite ci-dessus, Robert Beyer et Herbert Eimert effectuèrent plusieurs études musicales, séparément ou en collaboration. Ces dernières incarnent un style très libre et suggèrent une certaine insouciance de la part des réalisateurs en ce qui concerne la production. Quiconque est familiarisé avec les timbres issus des synthétiseurs analogiques reconnaîtra les sons similaires dans ces études. Alors que Robert Beyer semblait assez satisfait des résultats, le jeu et la composition improvisés ne plaisaient pas à M. Eimert (le plus exigeant du duo), qui souhaitait un style de composition plus classique dans la musique électronique. En raison de ce désaccord, M. Beyer quitta le studio un an plus tard.

## Musique sérielle et sons sinusoïdaux
Herbert Eimert a dès lors suivi activement la recommandation du rapport susmentionné aux directeurs : « Les équipements devraient être mis à la disposition de compositeurs qualifiés et engagés par la radio. » Alors, il invita de jeunes compositeurs qui étaient (à ses yeux) en mesure de créer un idéal de musique électronique composée dans le studio. Depuis le début des années 1950, les compositeurs européens les plus radicaux s’étaient fixés pour objectif une organisation totale de tous les aspects de la musique. Ils avaient pris comme point de départ le dodécaphonisme, qui regroupe uniquement les douze hauteurs de la gamme chromatique (en une série de hauteurs). À la fin des années 1940, le compositeur français Olivier Messiaen avait également imaginé appliquer une telle organisation à la durée, à la nuance et plus conceptuellement au timbre. Deux étudiants d’Olivier Messiaen à Paris ont repris les idées de leur professeur et sont dorénavant devenus les représentants les plus connus de ce que l’on appelle la musique sérielle : Pierre Boulez et Karlheinz Stockhausen. Dans les années 1970, le premier a fondé et ensuite dirigé pendant vingt ans l’un des plus importants instituts dans ce domaine, l’IRCAM. 
En 1952 à Paris, dans les studios du Groupe de recherches de musique concrète (GRMC) de Pierre Schaeffer, Karlheinz Stockhausen avait déjà pu acquérir une certaine expérience des différents systèmes d’enregistrement et de montage. Il a ainsi découvert que la durée, la nuance et les hauteurs pouvaient être définies de façon très précise, mais que le timbre échappait à toute organisation sérielle. À Cologne, il en est venu à considérer le monocorde et le mélocorde (qui avaient été achetés sur recommandation de Werner Meyer-Eppler) comme des instruments incapables de produire une musique organisée dans tous ses aspects. Il est ensuite allé voir Fritz Enkel (chef du service des essais) pour demander un générateur de sons sinusoïdaux. Il souhaitait composer les timbres à partir de sons sinusoïdaux individuels selon ses propres idées compositionnelles. 
Pendant longtemps Karlheinz Stockhausen, Herbert Eimert et plusieurs autres compositeurs (tels que Karel Goeyvaerts, Paul Gredinger (de), Gottfried Michael Koenig, Henri Pousseur, Bengt Hambraeus et Franco Evangelisti) ont travaillé de façon acharnée dans le studio afin de « composer » chaque son issu de sons partiels. Herbert Eimert a donné une définition de la musique sérielle : « La musique sérielle fait en sorte que tous les aspects musicaux soient contrôlés de manière rationnelle. » Il est ainsi devenu possible dans le studio de musique électronique de composer le timbre (appelé également le « paramètre »), qui avait échappé à ce contrôle pendant longtemps. La fréquence, l’amplitude et la durée de chaque son sinusoïdal ont pu être définies de façon précise. De la superposition des sons sinusoïdaux ont émergé des sons ou des mélanges de ton, dont la couleur a été la conséquence directe de la composition, plutôt que de la tradition (comme dans le cas des instruments mécaniques) ou des facteurs d’instruments (comme dans le cas du mélocorde).  
Ce phénomène reposait sur la supposition que chaque son peut être composé de sons sinusoïdaux. Avec chaque superposition supplémentaire, le bruit et les distorsions augmentaient, car la technologie disponible ne permettait la production que d’un nombre très réduit de sons sinusoïdaux sans que cela ne porte atteinte à la qualité. Les sons et les mélanges de ton étaient émis comme prévu, mais ils conservaient cependant un caractère simple et grossier. Chez les morceaux de musique produits de cette manière, les timbres sont moins observés que les accords, qui dominent. Theodor W. Adorno a remarqué à cet effet que la musique électronique sonnait comme si un synthétiseur interprétait la musique d’Anton Webern.
Les compositeurs furent déçus. Produire des sons satisfaisants composés uniquement de sons sinusoïdaux nécessitait des technologies, qui n’étaient pas encore disponibles dans les années 1950. Les compositeurs avaient cherché à rendre les sons rigides plus vivants et à réduire la charge de travail en profitant des possibilités que présentaient la radio, comme les chambres réverbérantes pour ajouter de la réverbération, et les équipements disponibles dans le studio, tels que les modulateurs en anneau et les différents filtres. Le monocorde et le mélocorde furent laissés à l’abandon  et seul le générateur d’impulsions du monocorde continua d’être utilisé.
Un des objectifs du travail du studio consistait en la mise en œuvre des transitions entre les timbres. Des transitions, du moins à degrés intermédiaires par exemple, entre les hauteurs de note ou les intensités sonores, étaient tout comme le glissando ou bien le crescendo/diminuendo déjà possibles grâce à des instruments mécaniques traditionnels et à la musique électronique. Des modifications continues de la durée d’un son ainsi que des accélérations et décélérations de rythme ont été réalisées. Cependant, les transitions de timbres vocaux, équivalent à un croisement entre le son d’une trompette et celui d’un violon, n’étaient et ne sont pas mécaniquement représentables. Il s’agit là de la fonction que doit remplir la musique électronique et dont Robert Beyer fait mention depuis longtemps.
À partir du milieu des années 1950, trois types de générateurs audio sont utilisés dans le studio pour produire un son : un générateur audio sinusoïdal, un générateur de bruit et un générateur d'impulsions. Ce dernier ne produisait pas de signaux en continu mais plutôt des petits cliquetis. L'intervalle de temps entre chaque craquement pouvait être ajusté. Pour des intervalles allant jusqu'à environ 1/16 de seconde, les bruits secs n’étaient pas perceptibles individuellement. En ce qui concerne les intervalles plus courts, il a été constaté que plus ces derniers étaient courts, plus les notes que nous percevions étaient hautes. Il se produisait un son qui comprenait un grand nombre de hautes notes partielles et très stridentes. Il était donc idéal pour les filtres, grâce auxquels les composantes de fréquence désirées sont de nouveau filtrées à partir du son d’origine.
Au filtre d’octaves et au filtre passe-bande est venu s’ajouter le filtre de tiers d’octaves grâce auquel les bandes de fréquence pouvaient être augmentées ou réduites par l’étendue de l’intervalle d’une tierce (Aujourd'hui, les filtres de tiers d'octaves sont communément appelés égaliseur graphique). Les sons contenant de nombreux sons partiels (dits signaux à large bande) pouvaient être modifiés à souhait.
Il existe un autre filtre communément appelé amplificateur accordable d'affichage. Cet appareil, un filtre passe-bande spécial, pouvait si nécessaire être ajusté à une largeur de bande si petite, qu’il commençait à vibrer à la fréquence moyenne ajustée, même sinusoïdale. Par ailleurs, en ce qui concerne les signaux à large bande, le filtre pouvait par exemple isoler des sons partiels.

## Incorporation de matériaux sonores
Karlheinz Stockhausen a pris la décision, après deux compositions à ton sinusoïdal, d'utiliser des matériaux sonores qui ne pouvaient être créés par des appareils présents dans le studio, à savoir la langue et le chant. (Il a sans doute été influencé par Meyer-Eppler avec qui il étudiait à l’époque la phonétique). Il a établi des liens entre les différentes catégories de sons humains d’une part et entre les trois principaux types de sons que l’on peut produire en studio d’autre part. Les voyelles (a, e, i, o, u ...) correspondaient aux sons sinusoïdaux et à leurs combinaisons, les impulsions étaient équivalentes aux plosives (p, k, t) et les consonnes (f, s, sch ...) au bruit. Karlheinz Stockhausen a d’une part dompté l'intégration d’une voix d’enfant grâce aux mêmes manipulations que celles utilisées pour produire les sons et les bruits en studio en essayant d'autre part, à différents degrés, de faire ressembler ces derniers à des sons vocaux. Il voulait par conséquent obtenir un continuum entre les sons humains et électroniques. Quoi qu'il en soit, la première étape vers l'intégration d'autres matériaux sonores a été franchie grâce à des sons purement électroniques. La musique électronique du studio de Cologne a donc approché, dans son concept, la musique concrète de Paris.

## Autres avancées

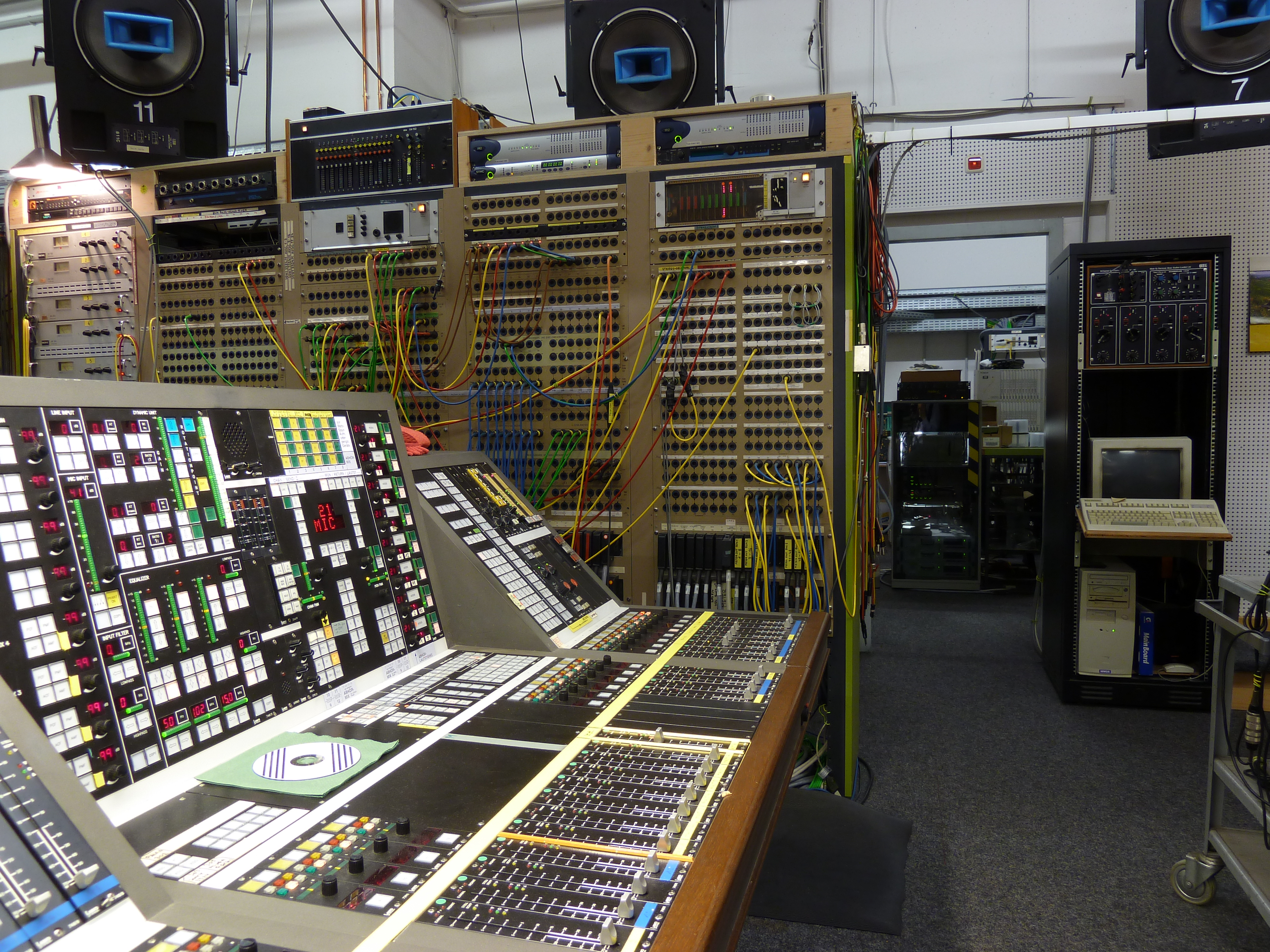
Table de mixage Lawo PTR

Gottfried Michael Koenig, qui a aidé Karlheinz Stockhausen et d'autres compositeurs à produire leurs morceaux en studio, composait lui-même de la musique électronique mais était surtout le plus grand théoricien en matière de musique électronique. La musique instrumentale ne lui laisse avant tout aucun répit. Elle se perpétue aujourd’hui (malgré la fin du monocorde et du mélocorde) via la musique électronique au moyen d’« instruments » tels que le générateur audio sinusoïdal, le générateur de bruit et le générateur d'impulsions. Le concept de hauteurs de note, de durée de tonalité, d’intensité sonore, etc. a été importé depuis la musique instrumentale. Plus on a acquis d'expérience en studio, plus il a semblé évident que ces notions n’étaient plus adaptées à des phénomènes sonores complexes tels que l'utilisation intensive de tous les moyens techniques. Cela s’est également reflété dans les difficultés observées dans les tentatives de notation de la musique électronique. Même si les compositions à ton sinusoïdal indiquant les fréquences, les durées et les niveaux sonores pouvaient être représentées graphiquement et ce relativement simplement, cela n’était plus possible pour les compositions plus complexes du milieu des années 1950. Gottfried Michael Koenig a voulu créer une musique vraiment « électronique » grâce aux moyens techniques apportés par le studio qui ne rappellerait plus les idées reçues instrumentales qui y sont associées. Il est donc pour ainsi dire, reparti de zéro en se demandant ce qu’un simple appareil pouvait faire, ce qu’il en était des combinaisons entre les procédés de plusieurs appareils (parallèlement ou par le biais de sauvegarde sur bande) et quelles étaient les options possibles pour contrôler ces procédés.
Dans la pratique, ses morceaux produits jusqu'en 1964 en studio représentent des expériences systématiques de sonorités électroniques. Par conséquent, il était déjà clair pour lui en 1957 que les possibilités techniques de ce studio étaient très limitées. Au même moment aux États-Unis, Max Mathews pratiquait les plus anciennes expérimentations de production de sons par ordinateur. Alors que le son sinusoïdal, si l’on peut dire, n’était plus largement l’élément que l’on pouvait isoler du son, il pouvait toujours s’inscrire en « instrumental » par ses propriétés de fréquence et de force. Dans un essai qui représente quelques-unes des conséquences de Gottfried Michael Koenig dans le travail au studio, il parlait des « amplitudes » particulières, qu’il voulait déterminer. Un son pur est déjà constitué d’une gamme d’ « amplitudes » consécutives. Aujourd’hui, le terme « sample » désigne ce que Monsieur Koenig pensait, à savoir l’élongation (une distance de l’axe des abscisses) d’un signal à un moment donné. Il a plus tard développé un programme informatique qui pouvait produire une suite « d’amplitude » sans prendre en compte les paramètres « instrumentaux » supérieurs.
Karlheinz Stockhausen a utilisé son idée de continuum sonore de sons instrumentaux dans d’autres travaux de cette période. Ces sons électroniques devaient se rapprocher des sons d’instruments à percussion en métal, en bois et en peau. La production de sons « métalliques » a profité du fait, par exemple, que le studio disposait désormais de réverbération à plaque. De plus, un dispositif de rotation des sons a été construit dans la cabine d’après son idée. Il s’agissait d’une cabine Leslie, dont les sons étaient enregistrés dans les micros installés.  
Le directeur du studio Herbert Eimert a totalement renoncé, dans sa plus longue œuvre « électronique », aux sons produits par des générateurs et a utilisé comme matière première uniquement l’inclusion d’un poème court lu par un acteur. L’idée de continuum a été ici réellement et entièrement réalisée, car tout ce qui était audible représentait seulement des variations plus fortes ou plus faibles de la matière première (au cours desquelles la variation la plus faible est identique à l’original, ce que l’on peut entendre au début ainsi que dans certaines parties du morceau). Ce qu’on appelle un tempophone a commencé à être utilisé de façon exceptionnelle lors de la production. On pouvait ainsi effectuer des allongements et compressions sans variation de hauteur (transposition) mais aussi des transpositions sans changement de durée. Dans un cas extrême, on pouvait ainsi allonger une activité vocale courte (comme le m de « amende ») sur la durée voulue.

## Modernisation du studio
En 1962, Herbert Eimert prend sa retraite. Son successeur à la direction artistique du studio en  1963 est Karlheinz Stockhausen. Avec Gottfried Michael Koenig, il effectue un inventaire et une estimation de la situation du studio. À partir du studio compact que Fritz Enkel avait conçu pour être utilisé facilement une décennie auparavant, avait été développée une accumulation d'appareils particuliers qui n’avaient pour la plupart absolument pas été conçus pour une utilisation simultanée. Entretemps, des étapes essentielles pour une meilleure intégration des appareils avaient été réalisées dans d’autres studios et dans des instituts de recherche. Dans la première moitié des années 1960, les bases de cette intégration de différents appareils sont mises en place aux États-Unis avec le dénommé contrôle de tension. Alors que de nombreux appareils du studio de Cologne devaient être activés à la main (par exemple, grâce à des boutons) jusque dans les années 1960, le contrôle de tension permettait un réglage automatique du volume. Le travail de composition a été réduit pendant trois ans au studio. Des contacts avec d’autres studios ont été noués, qui ont documenté les travaux de cette période. Le studio a déménagé dans des pièces neuves plus grandes et beaucoup d’argent a été investi dans la technique de l’instrumentation correspondante. En Amérique, Karlheinz Stockhausen avait appris à connaitre l’automatisation susmentionnée qui était décrite comme souhaitable dans les suggestions de rénovation du studio. Cependant, il a fallu attendre le début des années 1970 pour voir le principe de contrôle de tension s’appliquer au studio de Cologne.

## Déclin de la musique sérielle et autres évolutions
Les morceaux qui furent par la suite produits au studio se sont progressivement éloignés des procédés stricts de la musique sérielle des années 1950, d’autant plus après le départ du dernier représentant de la musique sérielle, Gottfried Michael Koenig, qui quitta le studio en 1964 pour prendre la direction de l’Institut de sonologie de l’université d’Utrecht. C’est alors que de jeunes compositeurs comme Johannes Fritsch, David C. Johnson et Mesías Maiguashca commencèrent à se pencher sur les possibilités de produire et de modifier le son électronique de façon ludique et originale. Qu’il s’agisse de son électronique, mécanique ou retravaillé, de son enregistré par un microphone puis manipulé de façon électronique : n’importe quel son sans exception pouvait être utilisé dans la musique électronique. Stockhausen lui-même s’était inspiré d’enregistrements d’hymnes nationaux pour une de ses plus longues œuvres électroniques. Il y avait d’ailleurs ajouté des enregistrements de cris d’animaux, de bruits de foules, de stations de radio, de chantiers, de discussions, etc. Son idée principale était que chaque paramètre d’un son pouvait varier sous l’action d’un autre. Ainsi, le volume sonore d’un enregistrement pouvait par exemple influencer n’importe quel paramètre d’un son électronique. Pour produire de nouveaux résultats autant que faire se peut, Mauricio Kagel a beaucoup travaillé sur les circuits complexes des appareils électroniques, (les rétroactions des sorties d’appareils dans leurs propres entrées). À l’aide d’un amplificateur, Johannes Fritsch a utilisé ses propres bruits et bourdonnements pour en faire le matériau sonore d’une de ses compositions. Mesias Maiguashca a enregistré des bruits divers et variés pour les transposer en musique notamment ceux de la gare de Cologne et de trains en mouvement (Telefun, 1963).

## CD
Le CD de Konrad Boehmer donne un aperçu des morceaux des années 1950 :
- Acousmatrix – history of electronic music VI. Cologne – WDR. Bv Haast, 2004 (en anglais)